# Дубова (Пезинок)
Дубова (слч. Dubová) насељено је мјесто са административним статусом сеоске општине (слч. obec) у округу Пезинок, у Братиславском крају, Словачка Република.

## Становништво
| Година:    | 1994. | 2004.   | 2014.   | 2024.    |
| ---------- | ----- | ------- | ------- | -------- |
| Број људи: | 826   | 905     | 965     | 1194     |
| Разлика:   |       | +9,56 % | +6,62 % | +23,73 % |

| Година:    | 2023. | 2024.   |
| ---------- | ----- | ------- |
| Број људи: | 1155  | 1194    |
| Разлика:   |       | +3,37 % |

Према подацима о броју становника из 2011. године насеље је имало 920 становника.